# Funambules (film)
Pour plus de détails, voir Fiche technique et Distribution.
Funambules est un film français réalisé par Ilan Klipper, sorti en 2020.

## Fiche technique
- Titre : Funambules
- Réalisation : Ilan Klipper
- Photographie : Lazare Pedron, Xavier Cordonnier et Gadiel Bendelac
- Son : Olivier Touche et Simon Apostolou
- Montage : Paola Termine et Carole Lepage
- Musique :  Frank Williams, Jeanne La Fonta, Martin Mahieu et Stéphane Cochet
- Production : Les Films du Bal
- Distribution : Potemkine Films
- Pays d'origine :  France
- Genre : documentaire
- Durée : 75 minutes
- Dates de sortie :
  - France : 26 septembre 2020 (programmation de l'ACID, Paris)[1]

## Sélection
- Festival de Cannes 2020 (programmation de l'ACID)[2]